# Ruta 3 (Uruguai)
La Ruta 3 General José Gervasio Artigas (R3) és una de les carreteres més importants de l'Uruguai i una de les més llargues. Neix al quilòmetre 67 de la Ruta 1, al departament de San José, amb direcció nord i nord-oest, i travessa els departaments de San José, Flores, Soriano, Río Negro, Paysandú, Salto i Artigas. A més connecta les poblacions i capitals departamentals de San José de Mayo, Trinidad, Young, Paysandú, Salto i Bella Unión.
Amb un recorregut de gairebé 600 km, la ruta 3 és transitada també per turistes amb destinació Termas del Arapey, entre altres balnearis termals, i procedents de la zona sud de l'Uruguai.
La distància de la ruta segueix com a referència el quilòmetre zero, igual que les rutes 1, 5, 6, 7, 8, 9 i IB, el qual és el Pilar o Estàtua de la Llibertat de la Plaça de Cagancha, al barri Centro de Montevideo.

## Destinacions i encreuaments

Ruta 3.

Aquestes són les poblacions sobre les quals passa la Ruta 3, així com els principals encreuaments amb altres rutes i carreteres nacionals i internacionals.
Departament de San José
- km. 67 de la Ruta 1, entre Puntas de Valdez i Rafael Perazza.
- km. 90 San José de Mayo, Ruta 11 oest a Ecilda Paullier i est a Atlántida.

Departament de Flores
- km. 189 Trinidad, Ruta 14 oest a Mercedes i est a Durazno i La Coronilla a la costa de Rocha.
- km. 238 travessa Río Negro i entra al departament de Río Negro.

Departament de Río Negro
- km. 317 Young Ruta 25 sud a Ruta 24 i Nord a Ruta 90.

Departament de Paysandú
- km. 376 Paysandú, Ruta 90 Est.
- km. 381 una ruta de 6 km la connecta amb el Pont Internacional General Artigas i amb la Ruta 135 de l'Argentina.
- km. 410 Ruta 26 Est-Sud-est a Tacuarembó i Melo.
- km. 441 Termas de Guaviyú

Departament de Salto
- km. 488 Termas del Daymán
- km. 496 Salto, Ruta 31 sud-est a Tacuarembó.

Departament d'Artigas
- km. 636 Ruta 30 Nord-est a Artigas.
- km. 659 Bella Unión - connecta amb la carretera federal brasilera BR-472.